# Twijgdoornsnavel
De twijgdoornsnavel (Acanthiza lineata) is een zangvogel uit de familie Acanthizidae (Australische zangers).

## Verspreiding en leefgebied
Deze soort is endemisch in het zuidoosten van Australië en telt vier ondersoorten:
- A. l. alberti: zuidoostelijk Queensland.
- A. l. lineata: van noordoostelijk New South Wales tot zuidelijk Victoria.
- A. l. clelandi: zuidoostelijk Zuid-Australië en westelijk Victoria.
- A. l. whitei: Kangaroo Island.

## Status
De grootte van de populatie is niet gekwantificeerd maar de soort wordt omschreven als plaatselijk algemeen. Op de Rode lijst van de IUCN heeft deze soort de status niet bedreigd.